# 資治通鑑前編
《资治通鉴前编》，宋末元初金履祥编著，共十八卷，另有《举要》三卷，上起唐尧，下接《资治通鉴》（周威烈王二十二年丁丑（前404年），前403年三家分晋）。因为金履祥不满北宋刘恕《通鉴外纪》，认为它常舍《左传》而取《国语》，又多取先秦诸子书的史料，失之于滥，且未加考证，所以作资治通鉴前编。后人以《举要》为纲，改成纲目体形式，与《资治通鉴》形成一体。